# Villanueva del Campillo
Villanueva del Campillo ist ein zentralspanischer Ort und eine Gemeinde (Municipio) mit 101 Einwohnern (Stand: 2024) in der Provinz Ávila in der Autonomen Region Kastilien-León. 

## Lage und Klima
Die Gemeinde Villanueva del Campillo liegt auf der Nordseite der Sierra de Gredos im Südwesten der Provinz Ávila in einer Höhe von ca. 1450 m. Die Entfernung nach Ávila beträgt knapp 55 km (Fahrtstrecke) in ostnordöstlicher Richtung. Das Klima ist gemäßigt bis warm; der Regen (838 mm/Jahr) fällt mit Ausnahme der trockenen Sommermonate übers Jahr verteilt.

## Bevölkerungsentwicklung
| Jahr      | 1970 | 1981 | 1991 | 2001 | 2011 | 2021 |
| Einwohner | 693  | 309  | 261  | 185  | 113  | 111  |

## Sehenswürdigkeiten

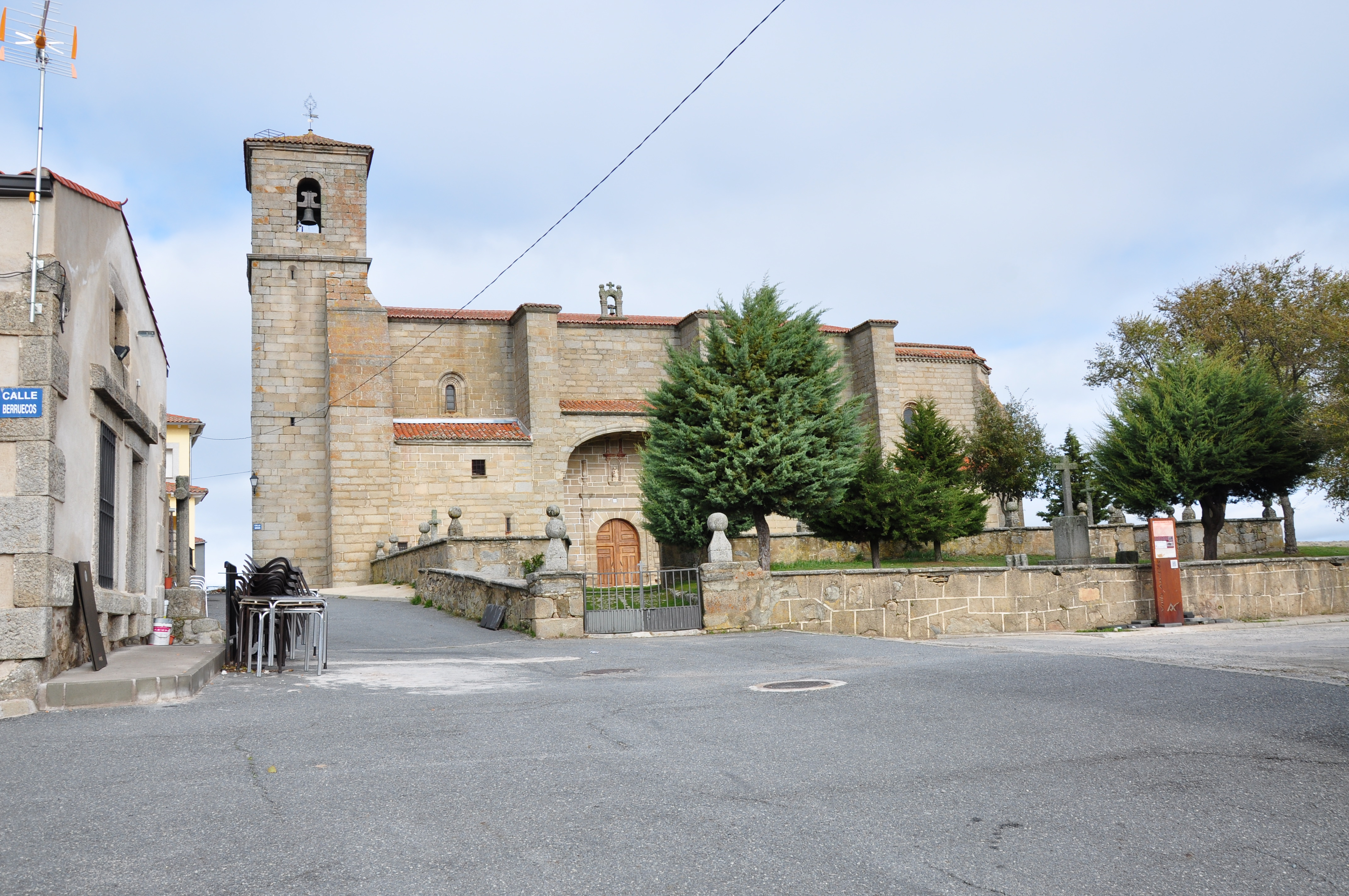
Kirche Mariä Geburt
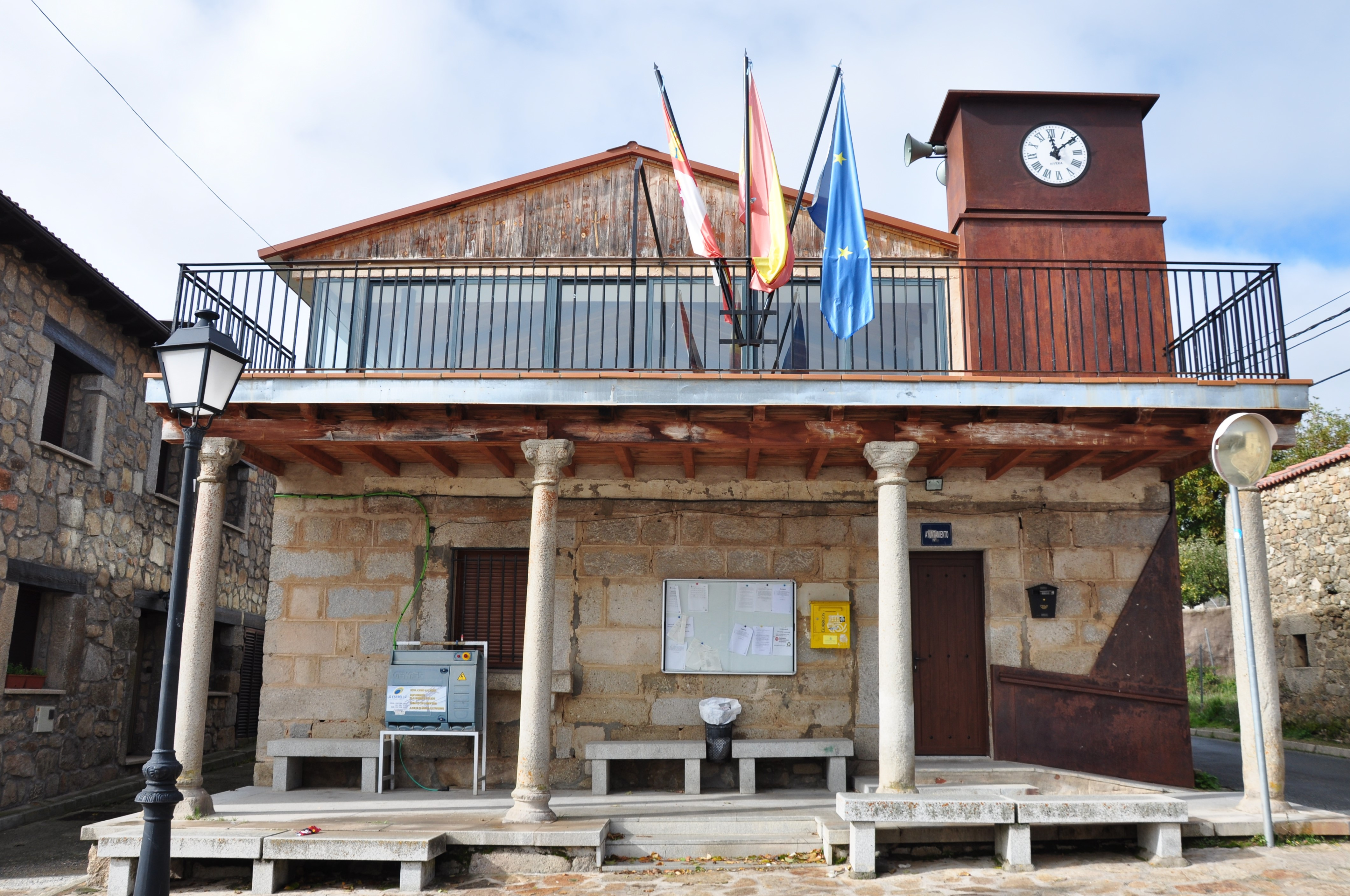
Rathaus

- Kirche Mariä Geburt
- Rathaus

## Persönlichkeiten
- Ricardo Blázquez (* 1942), römisch-katholischer Geistlicher, Erzbischof von Valladolid 2010–2022